# Maurice Ropraz
Maurice Ropraz, né le 5 février 1965 à Riaz (originaire de Sorens), est une personnalité politique suisse, membre du Parti libéral-radical (PLR).
Il est conseiller d'État du canton de Fribourg de 2012 à 2021, à la tête de la Direction de l'aménagement, de l'environnement et des constructions puis de la Direction de la sécurité et de la justice.

## Biographie
Maurice Ropraz naît le 5 février 1965 à Riaz, dans le district fribourgeois de la Gruyère. Il est originaire de Sorens, dans le même district.
Son père, Désiré Ropraz est maître fromager, fondateur de l'entreprise Milco (le site de Sorens est racheté en 2002 par le groupe Mapei,), syndic de Sorens pendant 28 ans et député radical au Grand Conseil pendant 30 ans ; sa mère est née Claudine Perritaz. Il a quatre frères, tous liés à l'entreprise familiale : les deux aînés dirigent Milco, le troisième de la fratrie la filiale de jus d'orange à Valence et le benjamin le site racheté par le groupe Mapei ; deux d'entre eux deviennent également tour à tour syndics de Sorens,,.
Il grandit à Sorens. Il suit l'école primaire à Sorens, puis à Bulle au cycle d'orientation et au Collège du Sud (maturité gymnasiale de type économique). Il fait des études de droit à l'Université de Fribourg, aux côtés d'Isabelle Chassot, et obtient sa licence en 1989. Il obtient son brevet d'avocat en 1993, notamment après avoir réalisé son stage dans l'étude de Jean-Marie Cottier et Alexandre Emery.
Il exerce la profession d'avocat jusqu'en 2001 à Bulle et Châtel-Saint-Denis.
Catholique pratiquant, il est en couple avec Anne Vuilleumier et papa d'une fille, Lucia, née en 2016. Pendant ses loisirs, il joue dans la fanfare du village (cornet, puis basse si bémol),,.
Il habite à Sorens.

## Parcours politique
En parallèle de ses activités professionnelles, Maurice Ropraz devient un membre actif du Parti radical-démocratique fribourgeois, dont il préside le mouvement jeunesse gruérien. Il y côtoie Christian Levrat, qui adhère plus tard au Parti socialiste. En 1996, il est élu député au Grand Conseil et occupe cette fonction jusqu'en 2001.

### Préfet de la Gruyère
En 2001, il se présente aux élections préfectorales et se fait élire de justesse au second tour devant le candidat  sortant du Parti démocrate chrétien (PDC) Yves Menoud (6 498 voix contre 6 374), bénéficiant notamment du report des voix obtenues par le socialiste Christian Levrat éliminé au premier tour,,. Il exerce cette nouvelle fonction, où il fait quasiment l'unanimité, pendant deux mandats (unique candidat lors de sa réélection en novembre 2006). Il s'y distingue par son « style percutant » et sa « rapidité de décision », n'hésitant pas à fermer un café gangrené par le trafic de drogue et à demander l'expulsion de délinquants multirécidivistes étrangers,. Au cours de ses mandats, le nombre de communes du district passe de 41 à 26. Il est cependant jugé plus gestionnaire que visionnaire.

### Conseiller d'État
Il est investi par son parti aux côtés de Markus Ith pour l'élection au gouvernement en 2011. Les deux hommes font face à la dissidence d'Albert Bachman, syndic d'Estavayer-le-Lac, qui se présente en indépendant. Après avoir réalisé un bon premier tour (septième place), il bénéficie du soutien des démocrates-chrétiens dans l'optique de créer une majorité de centre-doit au parlement. Il est élu au Conseil d'État avec ses trois autres colistiers démocrates chrétiens au terme du second tour.
Lors de la répartition des Directions du Conseil d'État, il hérite de la Direction de l'aménagement, de l'environnement et des constructions.
Il se représente à son poste en 2016, soutenu par l'entente entre le PDC et le PLR. Il est réélu dès le premier tour avec trois collègues démocrates chrétiens. Il cède le fauteuil de la Direction de l'aménagement, de l'environnement et des constructions au profit de celui de la Direction de la sécurité et de la justice.
En 2019 et 2020, il conduit la réorientation de la planification pénitentiaire fribourgeoise. Constatant le vieillissement des infrastructures carcérales gérées par le canton et particulièrement l'obsolescence de la prison centrale de Fribourg, il propose au Grand Conseil un programme de rénovation et d’agrandissement des établissements de Bellechasse et la fermeture de la prison centrale,. Ce projet est accepté par le parlement en 2020 et les crédits nécessaires aux travaux sont alloués.
En janvier 2021, il annonce qu'il ne se présente pas pour un troisième mandat.

## Autres mandats
Maurice Ropraz est engagé dans la vie associative locale. Il est notamment membre de la Société de musique de Sorens - société dont il assume un temps la présidence -, du Kiwanis Club de la Gruyère (qu'il découvre grâce au conseiller national Jean-Nicolas Philipona) et de la Confrérie du Gruyère.

## Source
- Georges Andrey, John Clerc, Jean-Pierre Dorand et Nicolas Gex, Le Conseil d'État fribourgeois : 1848-2011 : son histoire, son organisation, ses membres, Fribourg, Éditions La Sarine, 2012 (ISBN 978-2-88355-153-4)